# Zealaranea
Zealaranea is een geslacht van spinnen uit de  familie van de wielwebspinnen (Araneidae).

## Soorten
- Zealaranea crassa (Walckenaer, 1841)
- Zealaranea prina Court & Forster, 1988
- Zealaranea saxitalis (Urquhart, 1887)
- Zealaranea trinotata (Urquhart, 1890)